# Tour des Conti
Ne doit pas être confondu avec la tour des Conti de Méru.
La tour des Conti ou tour des Comtes (italien : torre dei Conti) est une tour médiévale de Rome située dans le rione Monti, à proximité des forums impériaux, sur le site du forum de la Paix.

## Histoire
Le noyau initial de la tour a été érigé sur l'exèdre nord-est du forum de la Paix, lui-même construit par Vespasien entre 70 et 75. Cet élément a été recouvert avec du travertin pris dans les forums romains. Aujourd'hui, ce revêtement n'est plus visible car il fut à son tour enlevé pour servir à la construction de la porta Pia, au XVIe siècle,.
Ce noyau a été développé en 1203 par le pape Innocent III pour sa famille, les comtes de Segni, ou selon d'autres sources, par Richard, comte de Sora, le frère d'Innocent III. Dans le passé, elle était aussi connue sous le nom de Torre Maggiore, en raison de sa taille (la hauteur d'origine devrait être d'environ 50 à 60 mètres, contre 29 actuellement). 
Plusieurs tremblements de terre ont frappé le bâtiment au fil des siècles, notamment celui de 1348, qui a rendu la tour inhabitable, entraînant son abandon jusqu'en 1620, date à laquelle elle a été reconstruite. D'autres tremblements de terre ont suivi en 1630 et en 1644. La restructuration qui a suivi a été réalisée à la fin du XVIIe siècle, sous le pape Alexandre VIII, avec la construction de deux contreforts en renfort. L'ouverture de la via Cavour, à la fin du XIXe siècle et de la via dei Fori Imperiali, sous l'ère fasciste, à gauche de la tour, ont isolé celle-ci par rapport aux autres constructions,.urris illa toto orbe unica
La taille de la tour a frappé Pétrarque, qui, après le tremblement de terre de 1348, a dit d'elle qu'elle était une « tour unique au monde » (Turris illa toto orbe unica).

## Le mausolée d'Alessandro Parisi

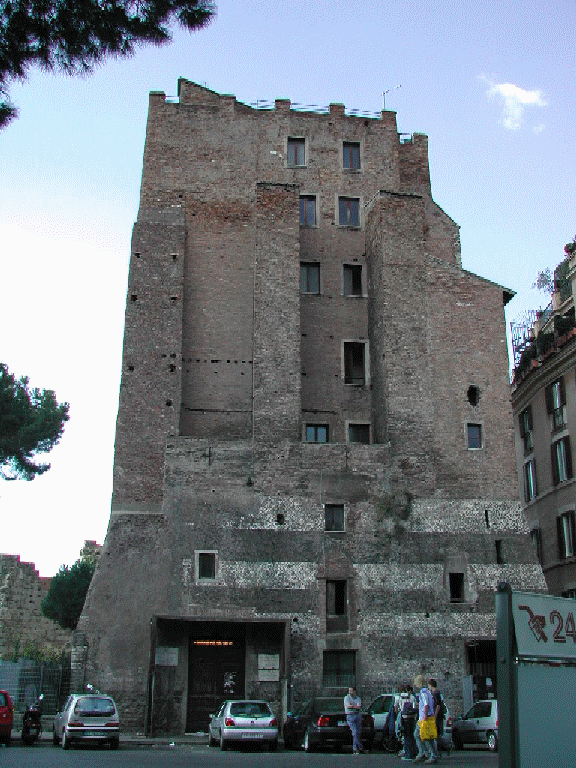
La partie inférieure subsistant de la tour des Comtes

En 1937, la tour a été donnée par Mussolini à la Fédération nationale arditi d'italia qui y resta jusqu'en 1943. En 1938, la salle du temple de la Paix a été utilisée comme mausolée du général Alessandro Parisi, décédé cette année dans un accident de voiture. Dans la salle, les restes du général sont encore conservés dans un sarcophage romain. Alessandro Parisi était, à partir de 1932, également président de la Fédération Nationale Arditi d'Italia.